# Incunable

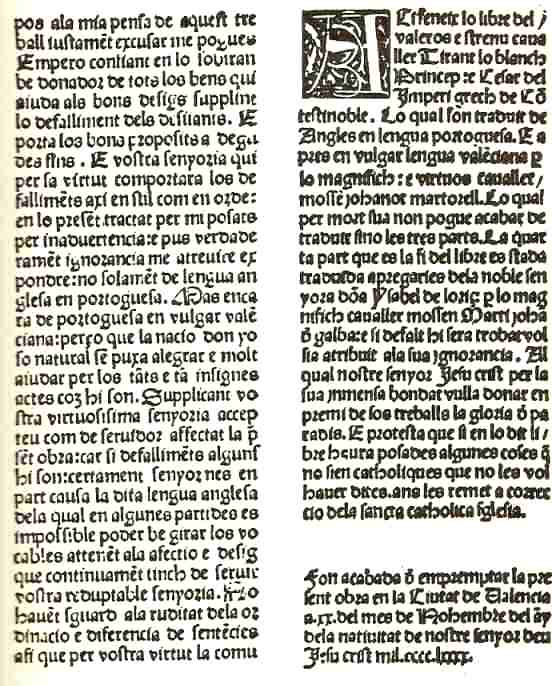
Tirant lo Blanc

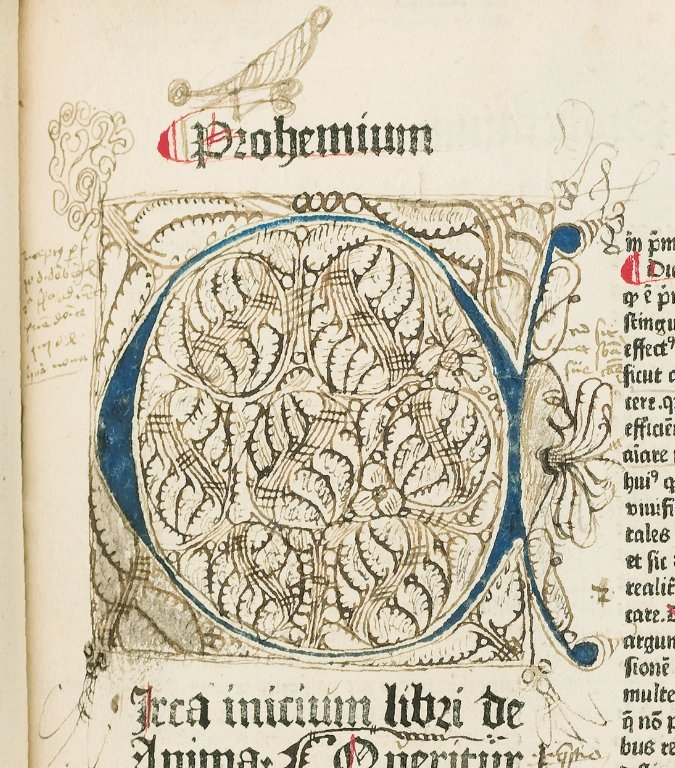
Il·luminació amb gargots i dibuixos (notes marginals), incloent un perfil humà amb la boca oberta, amb múltiples llengües que surten. Copulata, "De Anima", f. 2a. HMD Collection, WZ 230 M772c 1485.

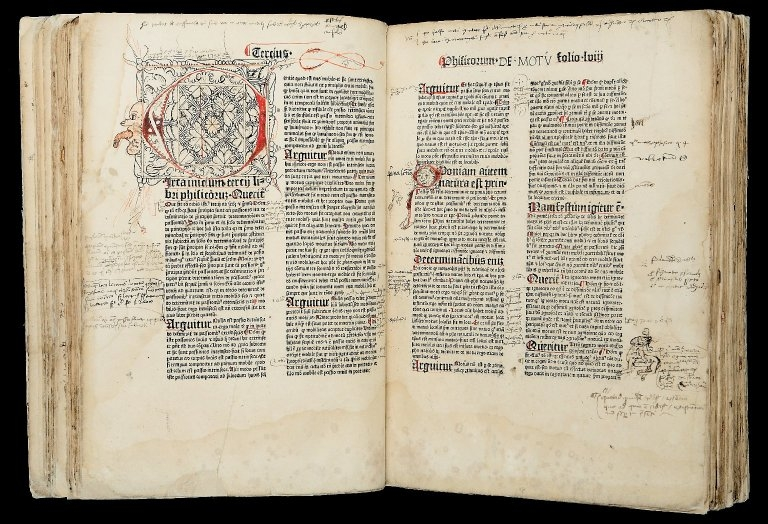
Imatge de dues pàgines enfrontades "Phisicorum", fols. 57b and 58a, amb gargots i dibuixos. HMD Collection, WZ 230 M772c 1485.

Un incunable és un llibre, un full, o una imatge impresa –no manuscrita– aparegut al segle xv, des de la data d'invenció de la impremta (aprox. 1440) fins al 31 de desembre de 1500. La paraula incunable procedeix del llatí incunabula ('que pertany al bressol'), però el seu ús referit a la impremta data d'un fullet publicat a Colònia el 1639 en ocasió del segon centenari de la seva invenció, pel degà de la catedral de Münster, Bernard von Mallinckorodt, titulat De ortu et progressu artista typographicae ("Del naixement i l'evolució de l'art de la tipografia"), en què els llibres del segle xv es qualifiquen com prima typographicae incunabula ("la primera infància de la impressió").
Els incunables solen dur signatures alfabètiques en cada quaternio (quadern), amb exponents numerals romans o aràbics, per facilitar la tipografia i la confecció. Un registre, col·locat al principi o més freqüentment al final del llibre contenint en columna les primeres paraules de cada full de la primera meitat del quaternio, en el qual constava amb freqüència el resum de les signatures. Portaven també reclams, consistents en una o dues paraules al final del foli girat, que són les primeres del següent. I poden portar també un colofó o subscripció al final del volum, que té importància perquè proporciona a vegades autor i títol, data i lloc d'impressió, impressor, tipògraf o editor i les seves corresponents marques en llibres mancats de portada, cosa que passa amb freqüència.

## Història
La invenció de la impremta va ser una novetat tècnica adequada per multiplicar els llibres. La seva força de difusió va ser incomparablement superior a la del manuscrit. En el període comprès entre 1450 i 1500, al voltant de 1.700 impremtes, distribuïdes entre 300 ciutats d'Europa, van produir entre 30.000 i 35.000 edicions diferents de 10.000 a 15.000 textos, xifra que potser podria ser superior a 40.000 si es compten les edicions desaparegudes. La tirada mitjana suposava uns 500 exemplars, pel que resulta una xifra de 20 milions d'incunables, impressionant mostra d'afició a la cultura si es té en compte que la població d'Europa no arribava als cent milions d'habitants, dels quals només una minoria sabia llegir.
Impressors i llibreters treballaven amb un objectiu essencialment lucratiu, no acceptaven finançar la impressió si no jutjaven possible la venda d'un nombre determinat d'exemplars en un termini raonable. Es tractava de veritables erudits, ja que una mateixa persona fonia els tipus, preparava el text, era impressor, editor i llibreter. Aquesta indiferenciació de funcions va ser característica a l'època dels incunables, els especialistes només van aparèixer a mitjan segle xvi, com, per exemple, la dinastia editorial fundada per Robert Estienne (que va morir el 1559).
Els incunables no difereixen gaire dels manuscrits medievals, fins i tot tracten d'imitar-los. El paper d'impressió, que acostumava a estar fabricat a mà, portava generalment en transparència empremtes lineals i filigranes. Els tipus tenien un punxó de metall dur, en l'extremitat es gravava en relleu el signe, la matriu era de metall menys dur, el que permetia fondre els caràcters en estany o plom. Els primers punxons van ser de llautó o bronze; més tard es va emprar el coure o l'acer. Una sòlida i rústica premsa col·locada sobre marbre servia per a la impressió.
Els fulls dels incunables habitualment presenten dos formats: el regalis (70 x 50 cm) i el mitjà (50 X 30 cm). Van doblegades una vegada (infoli, de 4 pàgines), dues (quart, 8 pàgines) o quatre vegades (vuitè, 16 pàgines); excepcionalment, hi ha també plecs diferents. Els primers incunables presenten gran varietat d'alfabets o tipus d'escriptura: la textura dels manuscrits litúrgics, la lletra de sumas, gòtica, dels textos escolàstics, una gòtica més gran i menys rodona anomenada lletra de missal, la gòtica bastarda dels textos legals i narratius, la cursiva cancelleresca, l'escriptura humanística o littera antiqua, derivada de la carolina, etc. Aquesta profusió de tipus acredita l'invent de Gutenberg com un substitutiu dels manuscrits: a la seva època hi va haver gairebé 300 signes a la caixa d'impremta, entre lletres, lligams i abreviatures. Mig segle després els tipus s'havien reduït a 40 a la caixa baixa i menys encara en l'alta, amb un sol signe d'abreviatura (&) i pocs lligams (fi, fl, ff) i la gran varietat d'alfabets va quedar reduïda a la pràctica a dos: una lletra antiga (rodona i cursiva) i una altra gòtica (Fraktur, Schwabach). Els tipus rodons més antics van aparèixer a Estrasburg el 1467, i van ser perfeccionats a Venècia per Nicolau Jenson (1470). Els primers cursius procedien de la cal·ligrafia humanista, adaptada a la impremta per Francisco Grifo (lletra grifa), que va treballar per Aldo Manucio a Venècia, cap a 1500, i de la cal·ligrafia pontifícia, adaptada per Ludovico Arrighi i per l'impressor de Roma Antonio Blade, cap a 1520. En general, es pot dir que la Littera antiqua va predominar sobre la gòtica.
Els impressors d'incunables varen imitar els manuscrits literaris, litúrgics i jurídics preferentment. I com passava en els manuscrits, col·laborant amb il·luminadors per donar més bellesa al text imprès, per això l'ornamentació d'aquests llibres unes vegades està feta a mà i altres gravada, i consisteix en orles, inicials col·locades en buits deixats expressament, i fins i tot pàgines senceres amb gravats de caràcter ornamental.
L'incunable no va significar una revolució immediata a la ciència i la cultura, la invenció de la impremta va portar com a conseqüència una selecció dels textos, que significa, per la seva adaptació al gust de l'època, la desaparició d'algunes formes literàries (per exemple, la goliàrdica) i d'altra banda la resurrecció d'alguns autors oblidats, com ara els místics dels segles XII i xiii). Nascut l'incunable per raons econòmiques, per la seva claredat per a la lectura i harmonia en la distribució del text en una o dues columnes, i també per fer accessible a un públic més nombrós la Bíblia, la literatura de l'antiguitat i els llibres litúrgics i de pietat, va fer perdre el caràcter de creació personal que tenia abans el manuscrit, en paradoxal contrast amb l'individualisme humanista en aquest ambient es va produir. Es van realitzar belles edicions de clàssics, sobretot a Itàlia, i va néixer el desig d'editar «bons manuscrits», estímul d'estudis filològics.
A la segona meitat del segle xv i primera del xvi s'adverteix una concentració apreciable en la indústria de la impremta i en l'edició i venda de llibres impresos. Així, a França destaquen per la seva importància les edicions de París, Lió i Ginebra, a Itàlia, Venècia, Florència i Roma, als Països Baixos, Amsterdam, Leiden i Anvers. Se sol considerar com el primer llibre imprès la Bíblia de 42 línies de Gutenberg, començada a compondre el 1452 i publicada abans de l'agost de 1456. Les premses de Gutenberg van passar a poder de Peter Schoeffer, gendre i soci de Johannes Fust (cap a 1400-1466), advocat de Magúncia que va finançar l'inventor de la impremta i cèlebre impressor.
Alemanya va ser el bressol de la impremta. Després de Gutenberg varen aparèixer incunables a Estrasburg (1460-1461), Colònia (1464), Basilea (1466), etc. Itàlia va ser el primer país estranger on va arribar la impremta (1465) i varen aparèixer incunables a Roma (1467), Venècia (1469), Milà, Nàpols i Florència (1471). A França, la Sorbona va impulsar la confecció d'aquests llibres, establint-se la primera impremta a París el 1470. A Anglaterra, William Caxton, anglès que havia après a Colònia, va establir una premsa pròpia el 1473.
Els primers incunables espanyols daten de 1471 (Catena aurea, de Tomàs d'Aquino, impresa a Barcelona) o potser de 1472 (Sinodal de Segòvia, que recull decisions del sínode celebrat aquell any). El primer impressor a Espanya va ser potser Joan Parix de Heidelberg, que va instal·lar les seves premses a Castella. Les ciutats espanyoles on van aparèixer els primers incunables datats van ser València, Saragossa i Barcelona, el primer, Obres i trobes en lahors de la Verge Maria, és una col·lecció de poesies d'un certamen celebrat l'11 de febrer de 1474.
La impremta grega més antiga utilitza caràcters llatins per a les lletres equivalents i només tenia tipus especials per a les lletres específicament gregues, com la delta, zeta i psi. Els primers incunables grecs van ser obra de Peter Schöffer, el 1465.
La tipografia hebraica va néixer a Itàlia. Els llibres més antics en aquests caràcters es van imprimir cap a 1475 a Reggio de Calàbria, Pieve di Sacre i Soncino, llogaret que va donar nom a una important dinastia editorial. També a Espanya, i des de 1478, hi va haver impremtes hebrees a Montalbán, Guadalajara, Híjar i Zamora, i les premses d'Alcalá van fer famosa la cèlebre Bíblia Complutense del cardenal Cisneros.
Entre la gran massa d'incunables editats hi ha una elevada proporció en llengua llatina, que arriba al 77%, els textos en llengua vulgar constitueixen una minoria i són sobretot traduccions, algunes de les quals van obtenir gran èxit (de Dante hi ha 15 edicions del Decameró: 11 italianes, 2 alemanyes, 1 francesa i 1 espanyola). Els clàssics llatins van ser objecte de múltiples edicions: 316 de Ciceró, majoritàriament italianes; 71 de Sèneca, 57 de Sal·lusti, 99 de Vegeci, 61 de Juvenal, i 80 de les faules d'Isop.
La majoria dels lectors eren clergues, per la qual cosa no és estrany que un gran nombre d'incunables continguen textos religiosos i sobretot la Sagrada Escriptura. Entre les primeres impressions d'ella figuren les dues de Gutenberg, de 42 i de 36 línies. Hain enumera 109 edicions d'incunables de Bíblies llatines, xifra que en el suplement de Copinger arriba a 124. Després de la Bíblia, el major nombre d'incunables varen ser els llibres de culte i oració, de pietat i tractats religiosos. Els temes més sol·licitats i difosos van ser els breviaris, missals, llibres d'hores, la Imitació de Jesucrist, la Ciutat de Déu i els cèlebres Manipulus curatorum, que van arribar a tenir 98 edicions, però amb aquestes obres van figurar també les de Sant Bernat, Sant Bonaventura i Sant Francesc, així com innombrables vides de sants.
Els milers d'estudiants de les universitats cèlebres (París, Colònia, etc.) compraven textos de filosofia i teologia, utilitzats com a instruments de treball. Els editors no només van imprimir a les ciutats universitàries, sinó que altres comercials com Basilea, Venècia o Nuremberg varen difondre moltes edicions amb aquesta finalitat. Així, de les 16 edicions de les Sentències de Pere Llombard, la meitat procedeixen de Basilea, mentre que només una es va imprimir a París. També van tenir èxit les compilacions medievals (lèxics o diccionaris), com les de Balbi, Comestor, etc. De la Legenda Aurea, de Iacopo da Varazze, es van fer 88 edicions llatines, 18 franceses i moltes altres variants. Textos d'iniciació gramatical com el Doctrinale d'Alexandre de Villadei, gramàtic del segle xiii, van arribar a tenir 300 edicions. I l'enorme enciclopèdia en quatre parts titulada Speculum mundi, obra de Vicenç de Beauvais, preceptor dels fills de Sant Lluís, també va tenir múltiples reimpressions.
Els llibres xilogràfics, en els quals la imatge té tanta importància com el text, anaven destinats al públic que no freqüentava els grans centres d'estudi, ni tenia diners per comprar altres llibres. A més, han estat considerats com un precedent històric dels incunables, però la major part de les xilografies datables són d'èpoques en que ja existia la impremta. Text i il·lustracions es gravaven en la mateixa planxa de fusta: més rares eren les de metall, encara que hi ha algunes que es remunten al segle xiv.
No es conserva cap llibre xilogràfic espanyol, si bé els gravats més antics existents apareixen a Catalunya a principis del segle xv (estampes i cartes). La majoria dels textos xilogràfics són de la segona meitat del segle xv, abundant els «llibres d'arts» (tractats gramaticals), contemporanis, per tant, dels incunables.
En el terreny de la crítica, els incunables varen tenir un paper fonamental, ja que varen donar a conèixer i difondre, entre els homes de la baixa edat mitjana, els llibres que els posaven en contacte amb els clàssics. Només en el terreny científic preferia el públic els autors contemporanis als mestres clàssics i medievals.

## Estudis
L'estudi dels incunables es va iniciar abans de 1650, bicentenari de la invenció de la impremta. Cornelius de Beughem, en el seu Incunabula typographia publicat a Amsterdam el 1688, va fer el primer intent de donar una llista d'incunables, que comprenia prop de 3.000 títols. La primera bibliografia sobre incunables, amb estudi cronològic, es deu a Miguel de Maittaire, en les seves Annales typographici (La Haia, 1719). També els va estudiar Georg Wolfgang Panzer a Annales Typographici (Nuremberg, 1793-1803), i Hain,  Repertorium bibliographicum (Stuttgart, 1826-1838); aquest últim descriu i estudia uns 16.000 incunables. L'obra clàssica de Hain va tenir un suplement fet per Walter A. Copinger, Supplement to Hain's Repertorium (Londres, 1895-1902) i un altre posterior de Dietrich Reichling, Appendices ad Hainii - Copingerii Repertorium (Múnic, 1905-1914). Actualment són els estudis de Robert Proctor, An Index to the Early Printed Books in the British Museum (Londres, 1898-1903), i de Konrad Haebler, Typenrepertorium der Wiegendrucke (Leipzig, 1905-1924). Inspirats en la metodologia de Henry Bradshaw, llibreter de la universitat de Cambridge, prenen com a criteris per identificar incunables, la mesura de 20 línies (Proctor) o la forma de la lletra M (Haebler).

## Catàlegs, col·leccions i repertoris d'incunables
El monumental Gesamtkatalog der Wiegendrucke, començat a Leipzig el 1925 i que es va interrompre la seva publicació el 1940 i el Indice generale degli incunabuli nelle biblioteche d'Italia  (1943), són les obres generals de major categoria de què es disposa en l'actualitat. Cada país sol tenir els seus repertoris generals i les seves monografies sobre incunables de diferents biblioteques. Les majors col·leccions d'aquests llibres es troben a Itàlia (potser més de 100.000) i a les biblioteques del Congrés de Washington, Nacional de París, de l'Estat de Mònaco, Vaticana, del Museu Britànic, Laurenziana, Ambrosiana, Cívica de Milà, etc.

## Incunables de prestigi
- La Bíblia de Gutenberg de 1455
- Liber chronicarum de Hartmann Schedel, imprès per Anton Koberger el 1493
- Hypnerotomachia Poliphili de 1499

## Incunables catalans
- Bíblia Valenciana 1478
- Obres o trobes en lahors de la Verge Maria de 1479
- Suma de la art de arismetica de Francesc Santcliment de 1482
- Liber Elegantiarum de 1489
- Tirant lo Blanc de 1490
- Lo passi en cobles de 1493
- Scala Dei de Francesc Eiximenis de 1494
- Constitucions de Catalunya de 1495
- Lo procés de les olives i Lo somni de Joan Joan de 1497
- Quesits o perquens de 1499